# Yours Truly, Angry Mob
Yours Truly, Angry Mob je druhé studiové album britské rockové kapely Kaiser Chiefs, které vyšlo v únoru 2007. A jako první singl z desky vyšla píseň Ruby, která se dostala na čelo britského i českého singlového žebříčku.
Desku produkoval Stephen Street, který už spolupracoval s kapelou na debutové desce Employment. Texty na desce se zaměřují na daleko více sociálních témat jako je pouliční zločinnost, násilí ale i sláva i falešnost bulvárního tisku.
V říjnu 2006 prozradila kapela, že natočila 22 písní z nichž chtějí vybrat 13 až 14 pro finální verzi.  Album kritizoval frontman Blur Damon Albarn, jelikož mu přišlo příliš podobné jejich desce The Great Escape.

## Seznam písní
1. Ruby – 3:25
2. The Angry Mod – 4:48
3. Heat Dies Down – 3:57
4. Highroyds – 3:19
5. Love's Not a Competition (But I'm Winning) – 3:17
6. Thank You Very Much – 2:37
7. I Can Do It Without You – 3:24
8. My Kind of Guy – 4:06
9. Everything is Average Nowadays – 2:44
10. Boxing Champ – 1:31
11. Learnt My Lesson Well – 3:54
12. Try Your Best – 3:42
13. Retirement – 3:53

## Umístění
| Hitparáda      | Umístění |
| -------------- | -------- |
| Velká Británie | 1        |
| Irsko          | 2        |
| Francie        | 45       |
| Německo        | 19       |
| Nizozemsko     | 1        |
| Belgie         | 2        |
| Švýcarsko      | 11       |
| Austrálie      | 9        |
| USA            | 45       |